# Stewart Fellows
Stewart Fellows (sinh ngày 9 tháng 10 năm 1948) là một cựu cầu thủ bóng đá người Anh thi đấu ở vị trí half-back ở Football League cho York City, ở bóng đá non-league cho King's Lynn, và đầu quân cho Newcastle United mà không có một lần ra sân ở giải vô địch.